# Werner Mattle
Werner Mattle (Oberriet, 6 novembre 1949) è un ex sciatore alpino svizzero.

## Biografia
Gigantista puro, Mattle entrò nella nazionale svizzera nel 1969 e ottenne il primo risultato di rilievo della sua carriera il 24 gennaio 1972, quando vinse la prestigiosa gara della Chuenisbärgli di Adelboden valida per la Coppa del Mondo (sua unica vittoria nel circuito); il mese dopo agli XI Giochi olimpici invernali di Sapporo 1972, validi anche come Mondiali 1972 e sua unica presenza olimpica, vinse la medaglia di bronzo nello slalom gigante. Ai Mondiali di Sankt Moritz 1974 non completò la gara; in Coppa Europa in quella stessa stagione 1973-1974 vinse la classifica di specialità, mentre nel 1975 ottenne il suo secondo e ultimo podio in Coppa del Mondo, nonché ultimo piazzamento in carriera: il 13 gennaio nuovamente ad Adelboden, dove fu 3º.

## Palmarès

### Olimpiadi
- 1 medaglia, valida anche ai fini dei Mondiali:
  - 1 bronzo (slalom gigante a Sapporo 1972)

### Coppa del Mondo
- Miglior piazzamento in classifica generale: 26º nel 1972
- 2 podi (entrambi in slalom gigante):
  - 1 vittoria
  - 1 terzo posto

#### Coppa del Mondo - vittorie
| Data            | Località  | Paese    | Specialità |
| --------------- | --------- | -------- | ---------- |
| 4 febbraio 1972 | Adelboden | Svizzera | GS         |

Legenda:

GS = slalom gigante

### Coppa Europa
- Vincitore della classifica di slalom gigante nel 1974[3]

### Campionati svizzeri
- 1 oro (slalom gigante nel 1972)[1]